# Guatteria caniflora
Guatteria caniflora este o specie de plante angiosperme din genul Guatteria, familia Annonaceae, descrisă de Carl Friedrich Philipp von Martius.

## Subspecii
Această specie cuprinde următoarele subspecii:
- G. c. angustifolia
- G. c. caniflora
- G. c. latifolia